# Neopsylla anoma
Neopsylla anoma är en loppart som beskrevs av Rothschild 1912. Neopsylla anoma ingår i släktet Neopsylla och familjen mullvadsloppor. Inga underarter finns listade i Catalogue of Life.